# 부시 공원

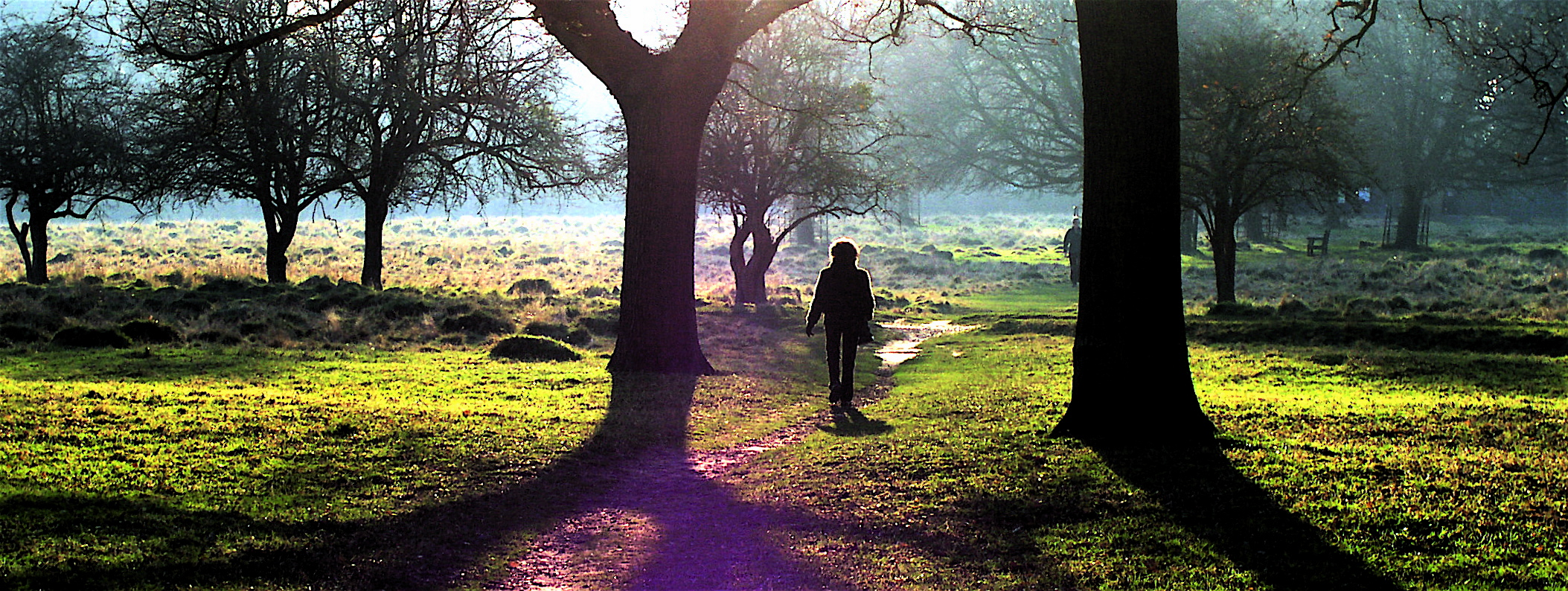
부시 공원

부시 공원(영어: Bushy Park)은 영국 런던에 위치한 왕립 공원이다.